# Scharlach (Stefan Zweig)

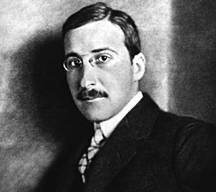
Stefan Zweig (ca. 1912)

Scharlach ist eine 1908 erschienene Erzählung des österreichischen Autors Stefan Zweig.
Scharlach erschien 1908 in zwei Teilen in der Österreichischen Rundschau. Das genaue Entstehungsdatum ist umstritten. Die Handlung findet um die Jahrhundertwende in Wien statt und handelt von Bertold Berger, der dort Medizin studieren will. Dieser findet in seiner ersten Zeit in der Großstadt keinen Anschluss an das studentische Leben. Sein einziger Kontakt bleibt sein Mitbewohner, der angehende Jurist Schramek, dessen Erfahrung und Geschichten über Studentenerlebnisse ihn beeindrucken. Im Vergleich erscheint Bertold sein eigenes, bisheriges Leben provinzial. Die wiederholten Erniedrigungen und Angriffe, denen er von seinem neuen Zimmergenossen ausgesetzt wird, schaden dem bereits geringen Selbstwertgefühl Bertolds, der sich schon seit seiner Kindheit als besonders klein und schmächtig gefühlt hatte. Besonders Schrameks Weigerung, den in seinen Augen allzu anständigen Bertold in seine Studentenverbindung einzuladen, verletzt ihn. So hatte dieser sich nämlich in seiner Männlichkeit bestätigen und Anschluss an seine Kommilitonen finden wollen. Resigniert fasst er den Beschluss, sein Studium abzubrechen und in die Heimat zurückzukehren. Er wird nur von der Scharlacherkrankung der Tochter seiner Vermieterin zurückgehalten, der er nun medizinische Hilfe leisten will. Sein Gefühl, endlich einen Sinn gefunden zu haben, wird jedoch bald enttäuscht. Er selbst erkrankt an der Scharlach und ahnt seinen baldigen Tod.
Die Erzählung wurde in der Forschung bisher nur wenig rezipiert. Hanni Mittelmann meint, dass sich in der Figur des Bertold Berger, obwohl dieser nie explizit als Jude identifiziert wird, Otto Weiningers Idee des effeminierten Juden widerspiegle.